# 三叶针刺悬钩子
三叶针刺悬钩子（学名：Rubus pungens var. ternatus）是蔷薇科悬钩子属针刺悬钩子的变种。分布于中国大陆的云南、四川等地，生长于海拔3,400米的地区，一般生于杂木林内及林边路旁，目前尚未由人工引种栽培。